# Технологическая и индустриальная история США
Технологическая и индустриальная история США описывает формирование наиболее мощной и технологически развитой страны мира. Быстрая индустриализация США в XIX веке стала возможной благодаря доступности земли и рабочей силы, климатическому разнообразию, наличию сети рек, каналов и морских побережий, удобных для транспортировки грузов, обилию природных ресурсов, облегчающих доступ к дешёвой энергии, развитию транспорта и наличию капитала. В этом столетии на базе примитивной аграрной экономики развилась мощная промышленность, которая к середине XX века производила около трети всех промышленных товаров мира.
Под влиянием технологических инноваций и развития транспорта в период до начала гражданской войны в США происходила первая промышленная революция, а после войны — и вторая. К началу XX века США уже превосходили европейские страны по экономическому развитию и наращивали свою армию и флот. Хотя в годы Великой депрессии технологическое развитие США замедлилось, из Второй мировой войны Америка вышла в качестве одной из двух мировых сверхдержав. Во второй половине XX века США успешно конкурировали с СССР за политическое, экономическое и военное доминирование, для чего американское правительство вкладывало значительные средства в развитие науки и технологий, добиваясь прогресса в космическом кораблестроении, компьютерных технологиях и биотехнологии.

## Огромные темпы
По окончании американской революции правительство США обеспечило строгое соблюдение прав собственности и гибкую систему социальной и классовой структуры. Кроме того, были приняты меры для соблюдения патентных прав, представления о которых были привнесены западноевропейскими иммигрантами и адаптированы к нормам Конституции США. Конгресс был уполномочен «обеспечить прогресс науки и ремёсел закреплением на ограниченный срок за авторами и изобретателями эксклюзивных прав на их открытия и изобретения».

### Мельницы и первые фабрики
В 1780-х годах Оливер Эванс изобрёл зерновой элеватор и усовершенствовал традиционную мукомольную мельницу. Впоследствии Эванс использовал также в качестве двигателя паровую машину и создал сеть мастерских для обеспечения соотечественников своими полезными изобретениями.
В 1789 году вдова генерала Грина заказала Эли Уитни разработку машины для отделения хлопка от зерен. Изобретённая им хлопкоочистительная машина (Коттон-джин) могла быть сделана любым плотником и значительно уменьшила затраты труда на очистку хлопка, обеспечив владельцам плантаций хлопка на Юге огромные прибыли. Хотя сам Уитни не предвидел финансового успеха, который обеспечило его изобретение, он получил от правительства контракт на обследование и обеспечение точности и идентичности таких машин своему изобретению, чем были заложены основы стандартизации производства.
Между 1800 и 1820 годами появились инновации, которые вновь повысили качество и эффективность производства. Симеон Норт предложил использовать разделение труда при производстве огнестрельного оружия. Впоследствии это привело к разработкам фрезерных станков. В 1819 году Томас Бланчард изобрёл токарный станок, а к 1822 году Джон Холл наладил производство винтовок с использованием всех этих инноваций и неквалифицированных рабочих. В Великобритании его система получила название американской.
Одновременно механизация проникала в текстильную промышленность. Английские прядильные и ткацкие станки было запрещено вывозить за границу, а всем, кто был знаком с их устройством, было запрещено иммигрировать. Тем не менее, уже в 1787 году в Бостоне была построена первая американская фабрика по производству хлопкового волокна, в которой станки приводили в движение лошади. В 1793 году была построена ткацкая фабрика на Род-Айленде. Её владелец, Мозес Браун использовал информацию, полученную от Сэмюэля Слейтера, английского подмастерья, который иммигрировал в США, узнав, что в Америке хорошо платят англичанам, знакомым с механизмами для текстильного производства. Эта фабрика была полностью механизирована и работала на гидроэнергии. В начале XIX века Слейтер построил собственную фабрику в Массачусетсе, которая стала одним из первых в США индустриальных центров. Поскольку для расширения производства ему не хватало рабочих рук, Слейтер начал строить также дома, магазины и церкви для своих рабочих и их семей. Кроме выгод привлечения работников, Слейтер использовал их надомный труд для подготовительных стадий обработки сырья. Система Слейтера («Род-Айлендская система») получила распространение, но в 1820 году была заменена на более эффективную систему Лауэлла. Френсис Лауэлл объединил первичную обработку пряжи и изготовление шерстяной нити в одном здании, нанимая для этого незамужних молодых девушек и женщин («фабричных девушек»), а для финансирования всего предприятия создал корпорацию. С наёмными работницами Лауэлл заключал контракт, который стал новой формой использования трудовых ресурсов наряду с рабским трудом, работой подмастерьев и прислуги.

### Дороги и каналы
С момента обретения независимости и до образования новых штатов Кентукки, Теннесси и Огайо в США почти не было хороших дорог. Чаще всего для далёких переездов и транспортировки грузов использовали морские и речные суда. Поэтому, как только кроме прибрежных штатов в составе США появились территории без выхода к морю, наряду со строительством дорог значительное внимание уделялось строительству каналов.
Для строительства дорог были созданы акционерные общества, такие как Ланкастерская дорожная компания в Пенсильвании, открытая в 1795 году. Компании возвращали вложенные в дороги средства, взимая плату за проезд. С тех пор в США распространены платные автомобильные дороги. В 1808 году министр финансов США Альберт Галлатин предложил финансировать строительство дорог и каналов из федерального бюджета. Правильность такого решения была вскоре подтверждена в ходе англо-американской войны 1812—15 годов. Первая национальная дорога между Мэрилендом и Виргинией была построена в 1815—18 годах.
Аналогично было создано множество компаний для строительства каналов. К 1812 году их было построено только три, в Виргинии, Южной Каролине и Массачусетсе. В 1817 году был построен канал Эри, соединивший реку Гудзон с Великими озёрами. В 1825 году законодательное собрание штата Пенсильвания приняло решение о строительстве сети каналов, соединяющих Филадельфию с западными регионами и Великими озёрами. До 1848 года сеть каналов соединяла штаты от Массачусетса до Иллинойса. Многие каналы были финансово успешными, но некоторые едва не довели штаты Огайо, Пенсильвания и Индиана до банкротства.

### Пароходы
Несмотря на появление дорог и каналов, путешествовать по ним было очень неудобно, дорого и долго. Первые пароходы появились ещё в 1780-х годах, но они были защищены патентами, сложно устроены, тяжелы и дороги. В 1807 году Роберт Фултон построил свой первый экономичный «Пароход Северная река», который ходил по реке Гудзон между Нью-Йорком и Олбани. К 1820 году пароходы можно было встретить повсеместно на судоходных американских реках и в Чесапикском заливе. Только на реках Миссисипи и Огайо количество пароходов между 1817 и 1855 годами выросло с 17 до 727.

## Развитие технологий после гражданской войны
После гражданской войны в США активно строились железные дороги, линии телеграфной и телефонной связи, а к началу XX века появился и двигатель внутреннего сгорания. Эти инновации существенно облегчили освоение и экономическое развитие западных территорий.

### Железные дороги
Ещё в 1820-х годах многие изобретатели пытались приспособить паровые машины для передвижения по земле. Одной из ранних попыток был проект железной дороги между Нью-Йорком и Филадельфией, предложенный Оливером Эвансом в 1813 году. К середине 1830-х годов такие проекты были осуществлены уже несколькими компаниями, локомотивы которых везли вагоны по рельсам. Между 1840 и 1860 годами общая длина железнодорожных путей в США выросла от 5 353 до 49 250 км. При транспортировке грузов железные дороги оказались столь эффективными, что ранее построенные каналы и дороги для гужевого транспорта были запущены ввиду невыгодности их эксплуатации. Однако ранние железные дороги не были соединены между собой в единую сеть, их эксплуатировали десятки конкурирующих между собой компаний, чьи поезда использовали разную ширину колеи, и вместо доставки сразу из одного пункта в другой товары приходилось часто перегружать с одного вида транспорта на другой. Завершение в 1869 году строительства первой трансконтинентальной железной дороги, которая сразу стала самой эффективной и прибыльной, стимулировало консолидацию железных дорог и стандартизацию технологий на железнодорожном транспорте. На этом бизнесе сколотили свои состояния знаменитые железнодорожные магнаты, такие как Джей Гулд и Корнелиус Вандербильт. К 1920 году в США появилось 408 800 км железных дорог со стандартной шириной колеи, контролируемые всего семью железнодорожными компаниями. Из-за необходимости синхронизации расписания железнодорожного транспорта в 1883 году в стране было введено единое стандартное время, и все штаты США были разделены на четыре часовых пояса.

### Производство чугуна и стали
Небольшое количество чугуна для производства сельскохозяйственных орудий, подков для лошадей или топоров, ещё в колониальную эпоху выплавлялось в Америке кузнецами в примитивных сыродутных печах. Однако уже для производства пушек его не хватало. Во второй половине XVII века в колониях появились первые доменные печи, а к концу XVIII века из Англии переняли способы использования в них каменного угля взамен ранее применявшегося древесного.
В 1850-х годах, когда в Великобритании был изобретен бессемеровский процесс, американец Уильям Келли разработал аналогичный процесс производства из чугуна высококачественной стали, пригодной для применения в кораблестроении, на железных дорогах и в производстве оружия. В 1868—1872 годы Эндрю Карнеги использовал новейшие изобретения для производства стали в созданной им сталелитейной компании, завод которой был построен в Пенсильвании близ стыка нескольких железных дорог. Карнеги первым использовал в своей компании метод вертикальной интеграции: он владел одновременно шахтами в Миннесоте, где добывали железную руду, пароходами на Великих озёрах для её транспортировки, угольными шахтами и печами для производства кокса, железными дорогами для транспортировки кокса и руды в Пенсильванию и расположенным там сталелитейным заводом. К 1900 году компания Карнеги производила больше стали, чем вся Великобритания, а в 1901 году Карнеги продал её миллионеру Джону Моргану за 480 миллионов долларов.

### Телеграф и телефон
Сэмюэл Морзе и Альфред Вейл разработали передатчик длинных и коротких электрических сигналов для обмена информацией азбукой Морзе между 1837 и 1844 годами. Первая телеграфная линия была сооружена между Балтимором и Вашингтоном в 1844 году. Уже к 1849 году почти каждый штат к востоку от реки Миссисипи имел телеграфную службу. Последовавшая консолидация телеграфного бизнеса в 1866 году привела к его слиянию с компанией, специализировавшейся на денежных переводах, Western Union и созданию практически монопольной компании с 22 000 телеграфных агентств и 1 330 900 км телеграфных линий по всей стране. Телеграф использовали для координации передвижений войск во время американо-мексиканской и гражданской войн, передачи распоряжений о сделках на фондовой и товарной биржах с помощью тикерного аппарата и для дипломатических переговоров, в особенности после ввода в действие трансатлантического телеграфного кабеля в 1866 году.
Александр Белл получил патент на первый телефонный аппарат в 1876 году. Между 1877 и 1893 годами, пока этот патент действовал, количество телефонов, обслуживавшихся телефонной компанией Белла, возросло с 3 до 260 тысяч. Цены поначалу были высокими, и телефоны могли себе позволить только бизнесмены и правительство. После 1893 года в отрасли появилось множество независимых операторов, из-за конкуренции цены упали, и к 1920 году в США было уже около 13 миллионов телефонов, которые были установлены в 39 % фермерских хозяйств и в 34 % прочих домовладений.

### Нефть
Нефть была найдена в Пенсильвании в 1859 году и сразу стала причиной «нефтяной лихорадки», напоминавшей Калифорнийскую золотую лихорадку 1849 года. Накануне гражданской войны нефть стала ценным ресурсом, но её переработка в мазут и другие виды топлива на месте в значительных масштабах, так же как и транспортировка в другие регионы страны была невозможна. В 1865 году здесь началось строительство нефтепроводов для транспортировки нефти к железным дорогам, что оставило без работы тысячи бондарей, ранее занятых на изготовлении бочкотары под разливную нефть.
Джон Рокфеллер был пионером горизонтальной интеграции в американском нефтяном бизнесе. Начиная с 1865 года он скупал нефтяные скважины, нефтепроводы, железные дороги и нефтеперерабатывающие заводы и, в конце концов, уничтожил почти всех конкурентов своей компании Standard Oil. К 1879 году Рокфеллер контролировал 90 % нефтепереработки США. Её нефтепроводы напрямую соединяли нефтяные скважины Пенсильвании с нефтеперерабатывающими заводами в Нью-Джерси, Кливленде, Филадельфии и Балтиморе, что значительно удешевляло производство. Standard Oil стала первой компанией-трестом, осуществлявшим централизованное руководство нефтяными компаниями Рокфеллера в каждом из штатов, где находились его заводы и нефтепроводы. Тресты стали распространённым методом монополизации производства в США и извлечения сверхприбылей из производства путём вздувания цен при отсутствии конкуренции. Поэтому в 1890 году против трестов был принят акт Шермана, а в 1911 году Верховный суд США принял постановление о разделении Standard Oil на несколько конкурирующих компаний, которыми стали Exxon в штате Нью-Джерси, Mobil в Нью-Йорке и Chevron в Калифорнии.
Спрос на продукты нефтепереработки поначалу сводился к потребности в керосине для освещения и обогрева домов, а также в смазочных материалах для оружия и машин на производстве. Позже, после распространения двигателей внутреннего сгорания, вырос спрос на бензин. Между 1880 и 1920 годами ежегодное количество производимых в США продуктов нефтепереработки выросло в 17 раз. Последующая разработка обнаруженных нефтяных месторождений в Техасе, Оклахоме, Луизиане и Калифорнии способствовало индустриализации и этих регионов. Там появились новые крупные нефтяные компании, такие как Sunoco, Texaco и Gulf Oil.

### Электричество
В Америке пионером изучения электричества был Бенджамин Франклин. Он наиболее известен изобретением молниеотвода и изучением электрической природы молнии. Но источником электричества длительное время были маломощные батареи. Лишь после того, как Майкл Фарадей в 1831 году показал связь между электричеством и магнетизмом, стало возможно создание электрогенератора, которые питали дуговые лампы, первые и поначалу малоэффективные электрические светильники.
В 1880 году Томас Алва Эдисон запатентовал лампу накаливания новой конструкции, более эффективную и экономичную. Как и Белл, Эдисон занялся коммерциализацией своего изобретения. Он основал ряд компаний, занимавшихся всей системой подачи электричества для освещения домов и улиц: производством генераторов (Edison Machine Company), кабелей (Edison Electric Tube Company), электричества (Edison Electric Light Company), электрических розеток и лампочек. Как и другие промышленные предприятия той эпохи, компании Эдисона значительно выиграли от слияния в одну мощную компанию-конгломерат General Electric. Электрическое освещение быстро приобрело популярность. Между 1882 и 1920 годами количество электростанций в США выросло от одной (в Нью-Йорке) до 4 тысяч. ОТ электростанций, расположенных в непосредственной близости от потребителей к 1900 году произошёл переход к строительству длинных линий электропередачи и электростанций в удалённых регионах страны. Для финансирования этого строительства появились первые холдинги, такие как Ebasco, созданные основной компанией General Electric в 1905 году. К 1935 году, холдинги (как ранее тресты) оказались под жёстким контролем законодательства, но уже к 1920 году электрические светильники практически полностью вытеснили керосиновые лампы, распространённые в XIX века.
Кроме освещения электричество нашло применение в электромоторах. Высокоэффективный электрический двигатель изобрёл в 1883 году Никола Тесла. Его моторы быстро вытеснили на производстве паровые машины, а в 1888 году электромотор начали использовать и для приведения в движение городского транспорта.
Вначале Эдисон запатентовал способ производства постоянного тока. Но это порождало проблемы в изменении электрического напряжения при переходе от электрогенератора к устройствам нагрузки. Кроме того, передача постоянного тока на большие расстояния была неэффективной. В 1887 года Тесла предложил использование переменного тока в генераторах, трансформаторах, электромоторах и светильниках. Лицензию на этот способ использования электроэнергии приобрёл Джордж Вестингауз, который и занялся его коммерциализацией, составив конкуренцию General Electric. Эдисон в ответ начал кампанию по дискредитации переменного тока, в том числе публично использовав переменный ток для уничтожения слонихи Топси. Впоследствии этот способ убийства был использован в устройстве электрического стула. Тем не менее, Эдисон проиграл войну токов, и в 1893 году комиссия по сооружению Ниагарской электростанции (в состав которой входили известные миллионеры Джон Морган, Джон Джекоб Астор, IV, барон Ротшильд и др.) приняла решение о использовании системы переменного тока и установлении стандарта в 60 герц.

### Автомобили
Технологии, которые привели к созданию автомобиля, впервые появились в 1870-х — 1880-х годах в Германии. Николаус Отто изобрёл четырёхтактный двигатель, первый двигатель внутреннего сгорания, Готтлиб Даймлер и Вильгельм Майбах модифицировали его, доведя мощность до необходимой для достижения приемлемой скорости движения, а Карл Бенц разработал свечу зажигания. Хайрам Перси Максим и другие американские изобретатели предложили национальные модели «самодвижущихся экипажей» в середине 1890-х годов, но они поначалу были неэффективны, тяжелы и слишком дороги.
Революцию в американском автомобилестроении произвела модель Т Генри Форда, который использовал американскую систему стандартизации на своих конвейерах. Так началась эпоха поточного производства. В 1908 году компания Ford выпустила на рынок модель Т с мотором в 20 лошадиных сил. Спрос на эту модель был столь велик, что уже в 1912 году для её сборки был построен новый завод в штате Мичиган, образцовый для своего времени: хорошо освещенный вентилируемый, с автоматическими конвейерами. В том же году было продано 6 тысяч автомобилей Форд Т по цене приблизительно 900 долларов каждый. К 1916 году вследствие высокой производительности труда цены на них опустились до 360 долларов, а объём продаж вырос до 577 тысяч. Заработная плата на предприятии Форда была сравнительно высокой, но каждый, кто принимал участие в деятельности появившихся в это время профсоюзов или политических партий анархистов и коммунистов, немедленно увольнялся.
С распространением автомобильного транспорта система городских и сельских дорог также потребовала реконструкции. Её лоббировали созданные по всей стране ассоциации автомобилистов. В результате в 1910-х — 1920-х годах были не только расширены и улучшены уже существующие, но и созданы новые автомагистрали, такие как Первая и Шестьдесят шестая федеральные трассы. Их покрытие далее улучшали после Великой депрессии. Хотя во время второй мировой войны спрос на автомобили упал, крупные автомобильные компании, Ford, General Motors, Chrysler, выжили и обеспечили дальнейший рост автомобилестроения в послевоенный период.

### Сельскохозяйственная техника
В 1840-х годах множество небогатых американцев и иммигрантов из Европы отправились на Запад, надеясь получить там землю. Плантаторы американского Юга пытались препятствовать этой массовой миграции, опасаясь, что она станет мешать становлению там крупного землевладения, и первые попытки Хораса Грили и других политиков провести закон о гомстедах, допускающий свободное распределение земель на Западе, были провалены. Лишь после отделения южных штатов во время гражданской войны закон вступил в силу. Согласно новому закону, каждый фермер, проживший на занятой им земле пять лет или через шесть месяцев проживания заплативший по 1,25 доллара за акр (3 доллара за гектар), мог получить 160 акров (65 га).
Хотя на Западе под сельское хозяйство было занято 400 миллионов акров земли, между 1870 и 1910 годами количество американцев, занятых в сельском хозяйстве, упало на треть. Это было связано с распространением новой сельскохозяйственной техники. Жатка, изобретённая Сайрусом Маккормиком в 1834 году, в четыре раза увеличила эффективность работ на сборе урожая за счёт замены ручного труда машиной. В 1837 году Джон Дир ввёл в употребление стальной плуг, значительно облегчивший обработку земель в прериях Среднего Запада. К 1866 году внедрение машин для сбора урожая (жатка, сноповязалка, комбайн), позволило поднять урожай зерновых до 9,9, а к 1898 году — до 15,3 бушеля с акра.
Железные дороги обеспечивали быструю доставку сельскохозяйственной продукции на рынок. Чтобы доставлять свежее мясо и другую скоропортящуюся продукцию, были разработаны вагоны-рефрижераторы. Кроме того, в таких компаниях, как Heinz и Campbell, были изобретены способы консервирования. Цены на продукты питания упали. В результате крупные общенациональные компании начали вытеснять мелких местных торговцев.

## Социальные последствия индустриализации

### Урбанизация
В период между 1865 и 1920 годами в США происходила концентрация населения, политического влияния и экономической активности в крупных городах. В 1860 году в стране было лишь девять городов с населением свыше 100 тысяч человек, а к 1910 году их стало уже пятьдесят. В отличие от старых портовых городов (Нью-Йорк, Бостон, Филадельфия) они находились внутри страны на пересечении транспортных путей (Денвер, Чикаго, Кливленд). Первые двенадцать президентов США родились в сельской местности, а между 1865 и 1912 годами президентами избирали представителей городского бизнеса.
Индустриализация и урбанизация усиливали друг друга. В то же время скученность и антисанитария американских городов были причиной распространения массовых инфекций, таких как дизентерия, холера и брюшной тиф. Чтобы бороться с ними, муниципалитеты занимались планированием городского строительства, канализацией, водопроводом и благоустройством городских улиц.

### Иммиграция и профсоюзы
В результате технологической революции старомодные ремесленники разорялись и были постепенно замещены наёмными рабочими и инженерами, работавшими на высокопроизводительном механизированном производстве. Разработанная Фредериком Тейлором научная организация труда также способствовала повышению его производительности. Позже научный менеджмент был с производства перенесён в планирование городского строительства и благоустройства, позволив сделать экономичнее домовладения и городской транспорт.
Индустриализация привела к появлению многочисленного класса низкоквалифицированных рабочих, занятых монотонным низкооплачиваемым трудом, нередко в опасных условиях и без перспективы сделать карьеру. Тем не менее, со временем спрос на рабочие руки поднимал заработную плату и привлекал все больше иммигрантов из Европы ирландского, итальянского, польского, русского и еврейского происхождения, которые в США могли заработать больше, чем у себя на родине.
В конце XIX века в США появились первые профсоюзы, в которые поначалу по образцу средневековых гильдий объединялись плотники, каменщики и представители иных ремесленных специальностей, чтобы путём забастовок и совместных переговоров с хозяевами и нанимателями добиваться повышения заработной платы и сокращения продолжительности рабочего дня. Все ветви власти в целом пытались подавить рабочие движения вообще и забастовки в особенности.

### Бароны-разбойники
Чтобы финансировать масштабные проекты и крупные промышленные предприятия, возникшие в эпоху американской технологической революции, возникли корпорации держателей акций (Stockholder Corporation). Они образовывались путём слияния трестов либо путём образования одной крупной фирмы на месте нескольких конкурирующих в ходе монополизации отрасли.
Лидеры промышленников и финансистов широко использовали взятки и подкуп для влияния на политику правительства, которое защищало их от иностранной конкуренции высокими таможенными тарифами, субсидировало строительство железных дорог, а также сотен новых городков и крупных городов. Самые богатые и влиятельные финансисты той эпохи, Джон Морган, Джей Гулд, Джон Рокфеллер, Эндрю Карнеги, получили прозвище «баронов-разбойников».
Реакцией на деятельность «баронов-разбойников» и другие эксцессы промышленной революции стало «Прогрессивное движение». Его инициировала разоблачительная журналистика и требования общественности принять законодательные меры по защите рынка в общенациональных масштабах. В результате к 1906 году был принят ряд законодательных актов по защите рынка продуктов питания и лекарственных средств, а также законы против трестов, ограничивающие монополизацию и защищающие рыночную конкуренцию.

### Исследовательские университеты
Первые американские университеты появились ещё в колониальную эпоху по образцу английских. Там преподавали семь свободных искусств для обучения будущих членов духовенства и адвокатов, а не каким-либо иным профессиональным навыкам и научным методам. Военная академия США, открытая в 1811 году, была первым в американской системе высшего образования учебным заведением, отличавшимся от традиционных университетов и включившим в учебный план инженерные дисциплины. К середине XIX века в США появилось множество политехнических институтов для обучения студентов научным и техническим методам, применимым для разработки, создания и управления все более сложными машинами. Так, в 1824 году был открыт Политехнический институт Ренсселира, который присваивал выпускникам звание бакалавра по техническим дисциплинам. К 1850 м годам целый ряд университетов Лиги плюща включили в учебный план курсы естественных наук.
В 1862 году Конгресс принял специальный акт о субсидировании политехнических вузов, которым выделялись значительные земельные фонды. Эти земли должны были использоваться для строительства или финансирования (путём сдачи в аренду) учебных заведений, специализировавшихся на военном деле, инженерных дисциплинах и архитектуре. Десятки американских университетов в каждом или почти каждом штате были основаны, чтобы получить фонды согласно этому акту. В период между 1900 и 1939 годах количество студентов в вузах выросло от 238 000 до 1 494 000 человек. Высшее образование стало столь доступным, что наличие диплома какого-либо колледжа стало обязательным для занятия должностей, для которых ранее требовалось лишь среднее или профессиональное образование.

## Развитие технологий в эпоху мировых войн
Хотя авиация стала массовым явлением лишь в XX веке, её история насчитывает много веков и различных попыток построения летательных аппаратов. Кому удалось впервые создать самолёт — точно не известно. Вероятно, самой знаменитой из ранних моделей самолёта является Wright Flyer, самолёт братьев Райт, который поднялся в воздух в 1903 году. Поначалу воздухоплавание оставалось занятием любителей, но с началом Первой мировой войны самолётостроение стало финансироваться воюющими государствами, быстро осознавшими их значение для разведки и ведения боевых действий (см. Авиация Первой мировой войны). Только в 1917 году США потратили 640 миллионов долларов для создания самолётного парка из 20 тысяч машин.
По окончании войны в 1918 году США продолжали финансировать самолётостроение, теперь для мирных целей, в частности, для развития авиапочты. Для координации научных исследований и разработок в области воздухоплавания был создан Национальный консультативный комитет по воздухоплаванию, в 1958 году преобразованный в НАСА. Наиболее известным достижением американской аэронавтики 1920-х годов стал первый беспосадочный трансатлантический перелет Чарльза Линдберга (1927). В 1930-х годах начался бум пассажирских авиаперевозок, массовое строительство аэропортов, создание системы управления воздушным движением и служб расследования авиационных катастроф и происшествий.
К началу Второй мировой войны для раннего обнаружения вражеской авиации начали применять радиолокационные станции. Для войны на море американский флот и ряд флотов других стран имел несколько авианосцев, оказавшихся незаменимыми в боевых действиях, особенно в бассейне Тихого океана. Кроме авиации продолжали совершенствоваться подводные лодки, широко использовавшиеся ещё во время Первой мировой войны. Для их нужд и для борьбы с ними был изобретен гидролокатор. Дальнейшее развитие получило стрелковое вооружение, включая пулеметы и другое автоматическое оружие, танки и противотанковое оружие. К концу Второй мировой войны на вооружении американской армии появилось также ядерное оружие.

## Технологии постиндустриальной эпохи

### Космическая гонка
Одним из создателей современной американской астронавтики считается Роберт Годдард, который начал эксперименты с ракетной техникой ещё в 1920-х годах. Его ракеты на жидком топливе (бензин и жидкий кислород) поначалу взлетали лишь на 12 метров, но через десять лет высота была доведена до 2 км.
Однако в середине XX века в области ракетостроения лидировала Германия. По окончании Второй мировой войны в плен американцам сдался разработчик немецких ракет Фау Вернер фон Браун, который внес выдающийся вклад в развитие американского ракетостроения. Вскоре после запуска в СССР Спутника-1, первого искусственного спутника Земли, США вывели на околоземную орбиту собственный спутник Эксплорер-1 (1958), а первым американским астронавтом стал Алан Шепард, полёт которого состоялся через месяц после полёта Юрия Гагарина.
Успешное осуществление в 1960-х годах программы Аполлон позволило астронавтам США первыми высадиться на Луне. В 1970-х годах началось строительство Спейс шаттлов, многоразовых космических кораблей. Бурное развитие околоземной астронавтики обеспечило применение орбитальных спутников для поддержания связи, в том числе телефонной, радиосвязи и телевещания, которое стало в Америке массовым начиная с 1950-х годов. Кроме того, появились метеорологические спутники.

### Компьютеры
Американская наука и техника сделала основной вклад в развитие телекоммуникаций и информационных технологий. В частности, транзистор и светодиод, операционные системы UNIX и язык программирования С были разработаны в лабораториях компаний AT&T и Bell. Индустрия персональных компьютеров зародилась в Кремниевой долине, а ARPANET и Интернет — в Агентстве по перспективным оборонным научно-исследовательским разработкам США и в НАСА. Крупнейшими производителями персональных компьютеров являются IBM и Apple, а операционных систем и офисного программного обеспечения — Microsoft. Поисковые программы Google и Yahoo! также созданы в Америке. Крупнейшие социальные сети Myspace, Facebook, Твиттер появились в США. Разработка системы беспроводных компьютерных сетей и миниатюризация компьютеров, которая, согласно закону Мура со временем непрерывно усиливается, позволили создать сотовую телефонию и положили начало слиянию телефонов и компьютеров в современных смартфонах.

### Здравоохранение и биотехнологии
После Второй мировой войны большая часть нобелевских премий по физиологии и медицине была присуждена американцам. Ключевую роль в развитии биомедицинских исследований сыграл частный сектор экономики. К 2000 году он финансировал 57 % научно-исследовательских работ в области медицины, в то время как государственные Национальные институты здравоохранения США лишь 36 %, а некоммерческие частные фонды — 7 %. В период с 1993 по 2003 годов финансирование исследований в частном секторе выросло ещё на 102 %.
Система Национальных институтов здравоохранения США состоит из 24 независимых государственных институтов, миссия которых состоит в профилактике, обнаружении, диагностике и лечению болезней человека. Кроме того, Национальные институты здравоохранения в виде грантов финансируют исследования около 35 тысяч научных групп, работающих в других учреждениях по всей стране и даже некоторых других странах. В результате развития американского здравоохранения с 1971 по 1991 год смертность от сердечно-сосудистых заболеваний упала на 41 %, а от инсульта — на 59 %. В настоящее время более 70 % детей, больных раком, выздоравливают.
Исследования в области молекулярной генетики и геномики революционизировали здравоохранение. В 1980-х — 1990-х годах были проведены первые опыты по генотерапии на людях, и сейчас множество генов человеческого генома могут быть локализованы, идентифицированы и функционально охарактеризованы.
Университеты, госпитали и частные корпорации также вносят свой вклад в разработку новых методов диагностики и лечения болезней человека. Например, Национальные институты здравоохранения финансируют фундаментальные исследования синдрома приобретённого иммунного дефицита, но многие лекарства от этого опасного заболевания были разработаны американской фармацевтической промышленностью.